# Египетский хедиват
Еги́петский хедива́т (араб. الخديوية المصرية‎, осман. خدیویت مصر‎, Hıdiviyet-i Mısır) — автономное вассальное государство под управлением Османской империи, основанное и управляемое династией Мухаммеда Али.

## История
В 1517 году Мамлюкский султанат был завоёван и аннексирован Османской империей. Сирия, Хиджаз, Барка были отсоединены от Египта, а сам Египет стал управляться как эялет. Большую часть времени центральная османская власть пренебрегала территорией, что привело к тому, что в 1798 году на короткое время Египет стал полем борьбы англо-французских интересов.
С 1805 года новый губернатор-вали Мухаммед Али, утверждённый Стамбулом, начал проводить серию реформ, используя иностранных, главным образом французских советников; он превратил Египет в квазинезависимое государство. Сила и самостоятельность египетского «вице-короля», как его называли европейцы, возросла чрезвычайно. Зависимость его от Османской империи выражалась только в дани и во внешних знаках подданства; европейские правительства вели с ним переговоры, как с самостоятельным монархом. Мухаммед Али произвел ряд реформ, изменивших уклад жизни Египта. Старую недисциплинированную армию он распустил, образовал новую из феллахов, привыкших к подчинению, и организовал ее по европейскому образцу. Пополнялась она посредством наборов. Численность ее по временам доходила до 160000 человек. С нею он покорил Нубию, Сеннар, Донголу.
Египет имел большое стратегическое значение, так как через него проходил наземный маршрут от Средиземноморья до Суэца. Также Мухаммед Али самовольно провозгласил себя хедивом, несмотря на то что ему был дарован лишь титул вали. Раздражённое Османское правительство тем не менее ничего не предприняло, пока Али не вторгся в Османскую Сирию в 1831 году. За его помощь во время греческой войны за независимость Махмуд II пообещал ему управление Сирией, но не признал титул после окончания войны, а после в союзе с британцами напал на египтян в стремлении вернуть утраченную Сирию.
В 1840 году британцы обстреляли Бейрут, а англо-османские силы высадились в Акре и захватили её. Египетская армия вынуждена была отступить домой, по результатам Лондонской конвенции 1840 года Мухаммед Али вернул все захваченные им территории кроме Судана, губернатором которого он стал.
К 1848 году Мухаммед Али был уже достаточно стар, поэтому османский султан решил передать власть его сыну Ибрагиму-паше. Однако несколько месяцев спустя Ибрагим-паша умер от туберкулёза, на короткое время пережив своего умершего в 1849 году отца.
После него стал править Аббас I Хильми, отменивший многие из реформ Мухаммеда Али, но в 1854 году он был убит Мухаммедом Саид-пашой, вернувшим многие из реформ отца в ходе своего 9-летнего правления. После него управлять Египтом стал его племянник Исмаил-паша. Отношения с Османами были формализованы, а султан признал использование Исмаилом титула хедива. Хедиват стал зависим от Османов лишь формально. Османы передали Египту порты Суакин (Судан) и Массауа (Эритрея). В 1866 году стране даровано было нечто вроде конституции, скоро, впрочем, отмененной. В 1869 году было закончено строительство Суэцкого канала. Египет расширил свою власть вдоль западного побережья Красного моря вплоть до мыса Гвардафуй. Хедиват пытался захватить Абиссинию в 1875 году, но попытка провалилась.
Непомерные расходы привели к тому, что к 1876 году внешний долг Египта составил 94 млн фунтов стерлингов, выплачивать который было нечем. Хедив Исмаил продал английскому правительству египетскую часть акций компании Суэцкого канала (45 %), но это не спасло положение, что вынудило его 8 апреля 1876 года объявить о государственном банкротстве Египта. Европейские кредиторы (кредиторы-англичане и французы) стали контролировать расходы и доходы Египта, но пришли к выводу, что при такой системе управления долг не погасить и заставили Исмаила ввести в правительство своих представителей, установивших новые налоги, что вызвало недовольство как хедива, так и населения.
В ответ британцы и французы надавили на султана, и тот сместил Исмаила-пашу, назначив в 1879 году новым хедивом Тауфика. Волнения охватывали страну всё больше, главный муфтий Египта Мухаммад Абдо поддержал народное движение. Также оно пользовалось и поддержкой армии во главе с полковником Ахмадом Ораби, начавшим выступление в 1881 году. В сентябре 1881 года после демонстрации военной силы со стороны Британии хедив Тауфик отправил в отставку премьер-министра. Он был вынужден пойти на уступки националистам, дав их представителю возглавить правительство в феврале 1882 года, сделав Ораби военным министром и почти отменив европейский контроль над бюджетом страны. В апреле 1882 года Франция и Великобритания для демонстрации своей мощи и поддержки хедиву послали к Александрии свои военные корабли, вызвав в стране страхи перед вторжением. 25 мая Великобритания и Франция потребовали от хедива разогнать правительство и выслать Ораби из страны. Тауфик согласился, но выполнить это не смог, так как к июню Египет был почти в руках националистов, потому он запросил помощи у британцев и турок, но в отличие от Британии, Блистательная Порта помогать отказалась. Бомбардировка Александрии слабо повлияла на восставших, что вынудило Великобританию пойти на военную интервенцию, когда в августе британские экспедиционные силы высадились с двух сторон Суэцкого канала. В ходе битвы при Тель эль-Кебире британские войска разбили египетскую армию, вернув власть отстранённому до этого путчистами Тауфику.
В 1883 году хедив обнародовал «Органический статут» (конституцию). Со времени установления в 1883 году фактического протектората Великобритании над Египтом при посредстве финансового советника при хедиве, египетское правительство вело с ним скрытую и глухую борьбу, особенно обострившуюся после смерти раболепного по отношению к британцам Тауфика и воцарения в 1892 году его молодого сына, Аббаса-паши. В 1893 году Аббас-паша принужден был назначить премьер-министром англофила Риаза-пашу. В 1894 году Аббас-паша решился удалить Риаза и назначил на его место Нубар-пашу, несколько более самостоятельного по отношению к британцам, но одновременно должен был назначить в министерство внутренних дел британца в качестве советника, в дополнение к финансовому советнику. Жалобы законодательного совета (органа частью избираемого народом, частью назначаемого и имевшего лишь совещательный голос) на тяжесть налогов, на изобилие европейских чиновников и на большой размер получаемого ими содержания, правительство, под давлением Великобритании, отвергало.
В 1885 году в египетском Судане началось восстание махдистов, но Британия не высказала интереса помогать египетскому правительству. Когда египетские войска эвакуировали гарнизоны из Сайла и Берберы, британцы вошли на эти территории и аннексировали их как Британский Сомалиленд. В 1898 году, когда возвращение Судана было в британских интересах, Египет попросили помочь с этим, а Судан был превращён в кондоминиум Англо-Египетский Судан.
С объявлением Османами войны Британской империи в ходе Первой мировой войны Британия перестала признавать формальный суверенитет Османов над Египтом. Формально британская оккупация закончилась после смещения последнего хедива Аббаса II 5 ноября 1914 и установления султаната во главе с Хусейном Камилем 19 декабря, а вместе с ней закончился и Египетский Хедиват.